# St. Michael (Gattenhofen)

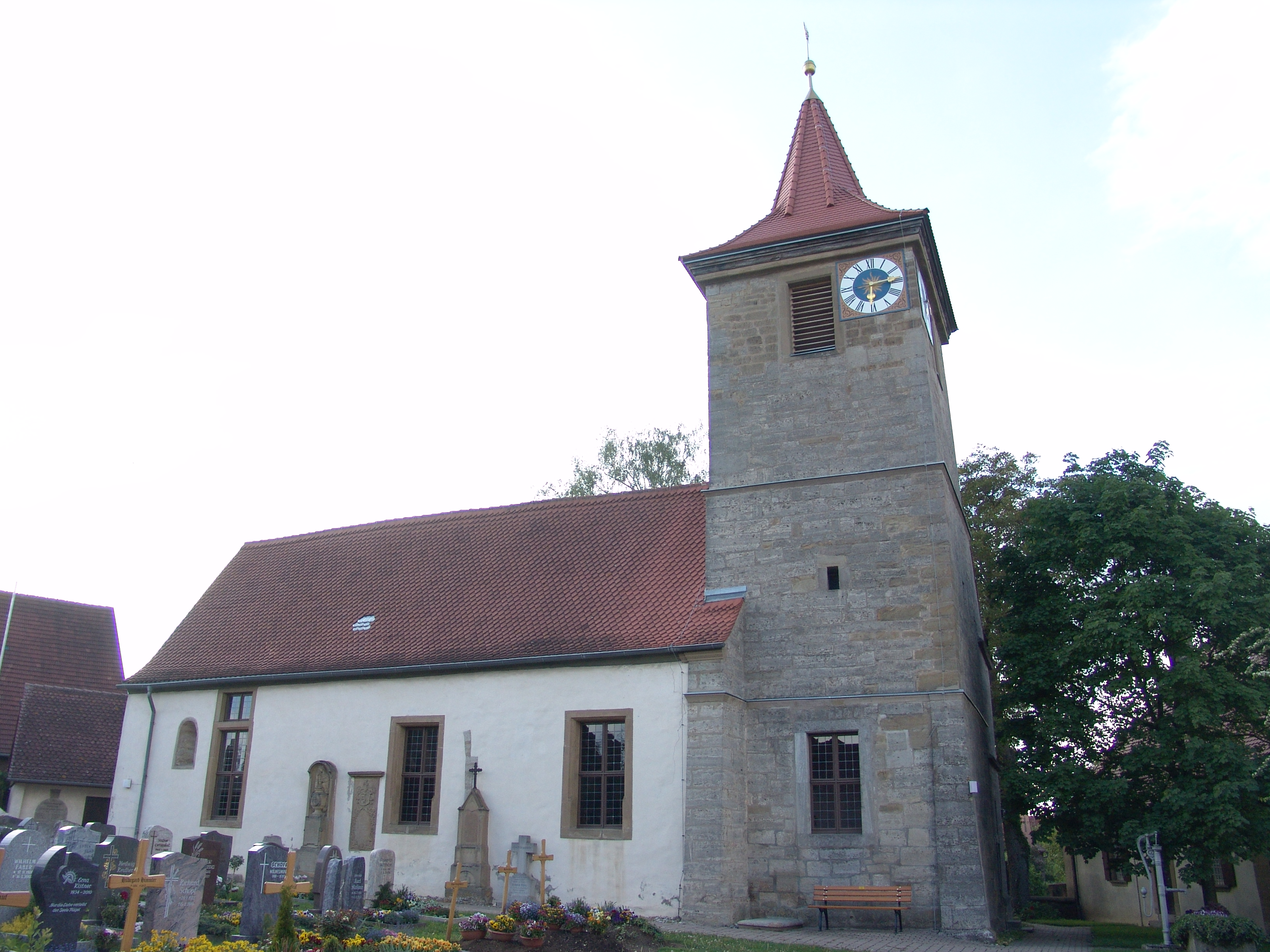
St. Michael (Gattenhofen)

Die evangelische, denkmalgeschützte Pfarrkirche St. Michael steht in Gattenhofen, einem Gemeindeteil der Gemeinde Steinsfeld im Landkreis Ansbach (Mittelfranken, Bayern). Das Bauwerk ist unter der Denkmalnummer D-5-71-205-21 als Baudenkmal in der Bayerischen Denkmalliste eingetragen. Die Kirchengemeinde gehört zur Pfarrei Steinsfeld im Evangelisch-Lutherischen Dekanat Rothenburg ob der Tauber im Kirchenkreis Ansbach-Würzburg der Evangelisch-Lutherischen Kirche in Bayern.

## Beschreibung
Der von Strebepfeilern gestützte Chorturm auf quadratischem Grundriss wurde im Kern im 10. Jahrhundert erbaut. In der Mitte des 13. Jahrhunderts wurde er ergänzt. Sein unvollendetes oberstes Geschoss, das die Turmuhr und den Glockenstuhl beherbergt, und der spitze Helm mussten nach einem Brand 1631 wiederhergestellt werden. Das Langhaus wurde im 1. Drittel des 14. Jahrhunderts angefügt. Der Chor, d. h. das Erdgeschoss des Chorturms, ist mit einem Kreuzrippengewölbe überspannt, das Langhaus mit einer Holzbalkendecke. Zur Kirchenausstattung gehören der Altar aus dem Jahre 1681, der die Anbetung der Hirten zeigt, und die Kanzel von 1756, deren Sockel mit Rocaille besetzt ist. Die Orgel hat 9 Register und 2 Manuale.